# Fordyce Beals
Fordyce Beals (21 de outubro de 1806 Plainfield, Massachusetts, New Haven,Connecticut — 25 de outubro de 1870 New Haven,Connecticut), filho de Robert Beals e Nabby (Vining) Beals, foi um engenheiro, inventor e fabricante de armas de fogo Norte americano. 

## Histórico profissional
Fordyce Beals trabalhou na E. Reminton & Sons por um tempo, antes de passar para a competidora Whitneyville Armory em 1854, onde permaneceu por apenas dois anos.
Retornou à Remington, e lá desenvolveu o que viria a ser o Remington-Beals 1st Model, um revólver de bolso de 5 tiros, em meados de 1856.
Foi com ele que a Remington conseguiu penetrar no mercado civil de armas, mas ele esteve presente em ambos os lados durante a Guerra Civil Americana.
O desenho seguia o padrão da época: muito simples, com cano octogonal de 3 polegadas, cilindro liso, empunhadura integral de madeira, 
o gatilho ficava abaixo da alavanca de carregamento e o cão ficava exposto na traseira do corpo, que era bem sólido e robusto.
O cilindro comportava cinco tiros de calibre .31, sendo portanto, uma arma muito "portátil" para os padrões da época.